# Peter King, 5. Earl of Lovelace

Wappen des Earls of Lovelace

Peter Axel William Locke King, 5. Earl of Lovelace (* 26. November 1951; † 31. Januar 2018) war ein britischer Adeliger und Politiker.

## Leben
Er war der Sohn von Peter King, 4. Earl of Lovelace und dessen zweiter Ehefrau Lis Manon Transö. Als sein Vater am 4. Dezember 1964 starb, erbte er bereits als 13-Jähriger den Titel als 5. Earl of Lovelace sowie die diesem nachgeordneten Titel als 5. Viscount Ockham und 12. Baron King. Damit war damals auch ein erblicher Sitz im House of Lords verbunden, diesen konnte er mit Erreichen des 21. Lebensjahres auch faktisch antreten. Mitglied des House of Lords blieb er bis zum 11. November 1999, als die erblichen Parlamentssitze durch den House of Lords Act 1999 abgeschafft wurden.
Der Earl of Lovelace heiratete 1980 in erster Ehe Kirsteen Oihrig Kennedy, von der er 1989 geschieden wurde. Die Ehe blieb kinderlos. 1994 heiratete er in zweiter Ehe Kathleen Anne Rose Smolders. Da auch diese Ehe kinderlos blieb, erloschen seine Titel bei seinem Tod 2018.